# Sindrome postflebitica
Per  sindrome postflebitica  in campo medico si intende un insufficiente ritorno venoso accompagnato da sintomi, nel caso fossero assenti si parla di insufficienza venosa cronica.

## Epidemiologia
Fra le persone affette da Insufficienza venosa cronica la sindrome interessa sino a 2/3 delle persone a seconda degli studi.

## Eziologia
In condizioni normali il flusso del sangue è garantito dalla contrazione dei muscoli del polpacci e dalle valvole venose che spingono il sangue sino al cuore, un'ostruzione venosa porta all'insufficienza. Fra le patologie che portano all'insufficienza la più comune è la trombosi venosa profonda.

## Sintomatologia
Fra le manifestazioni ritroviamo: crampi, sensazioni di stanchezza e di pienezza, sino a parestesie alle gambe.

## Esami
In passato erano ritenute sufficienti anamnesi ed esame obiettivo, in tempi recenti si è dato un punteggio ai vari sintomi. 